# Maqueta del Alcázar de Madrid
La maqueta del Alcázar de Madrid es una representación parcial del exterior de este edificio en el primer tercio del siglo XVII.

## Historia
Las primeras noticias de la maqueta se encuentran en el Inventario del Alcázar de Madrid realizado en 1636. De acuerdo con la opinión de Blanco Mozo, se corresponderían con la siguiente entrada de este listado:
Otro cajón de euano que tiene de largo dos pies poco más y de alto media vara, con cinco christales grandes, tres delante y dos a los testeros y dos pedaços, y está hecho dentro de çera, cartón y colores, la delantera de este palaçio de Madrid con las dos torres acabadas y el escudo de armas de bronce y en el suelo de la plaça muchas figuras de hombres y coches y se demuestran los jardines a la parte de mediodía.
Este inventario sitúa la maqueta en la biblioteca particular del rey situada en el piso segundo de la Torre Dorada del alcázar, exactamente por encima del despacho del monarca. De acuerdo con Blanco Mozo, la obra sería el resultado de la incorporación de Crescenzi como superintendente de las obras reales.
La siguiente noticia que se tiene de la maqueta es en 1834, cuando forma parte del Real Gabinete Topográfico fundado en 1832 en parte del arruinado Palacio del Buen Retiro. Posteriormente, en 1854, la maqueta pasaría a formar parte del Real Museo de Pintura y Escultura (actual Museo Nacional del Prado). La obra sirvió de modelo para una litografía de Eusebio de Letre, incluida en la obra Historia de la Villa y Corte de Madrid, de José Amador de los Ríos.
En 1873, por orden del gobierno pasó a formar parte de las colecciones del Museo Arqueológico Nacional.
En la actualidad, sigue formando parte de las colecciones del Museo Arqueológico Nacional, aunque se expone en el Museo de Historia de Madrid.

## Descripción
La maqueta representa de forma similar a la realidad la fachada sur del edificio, además de parte del lado más al norte de sus fachadas este y oeste.
Cuenta con unas medidas de 86 centímetros de ancho por 25 de profundidad.
La maqueta representa la fachada sur del alcázar, y otros aspectos relacionados con esta como la Torre Dorada o el Jardín de los Emperadores, situado a los pies de esta última. Además representa otras zonas de la parte más al norte de las fachadas este y oeste, en concreto la Torre de Francia (al norte de la fachada oeste) y la Torre Bahona (al norte de la fachada este).